# Aptitude (sport)
Pour les articles homonymes, voir Aptitude.
L'aptitude est l’ensemble des ressources (ou virtualités) d’un individu qui seraient plus ou moins génétiquement déterminées qui ne seraient pas toutes directement observables. Elles sont de différents natures : physiques, physiologiques, mentales, etc.
Ces aptitudes permettent de réaliser avec plus ou moins de succès certaines performances.
Pour Famose & Durand, 1988, ces prédispositions pourraient désigner des « caractéristiques individuelles stables, constantes, inchangées par la tâche réalisée ».
Fleischman, 1967, a isolé une cinquantaine d’aptitudes physiques (ex. : la force explosive) psychomotrices (ex. : la vitesse de réaction), perceptives (ex. : l’attention), et cognitives (ex. : la mémorisation).
Exemple : aptitude à réagir immédiatement au déclenchement de l’action adverse (ou vitesse de réaction à un signal).

## Illustration ensports de combat

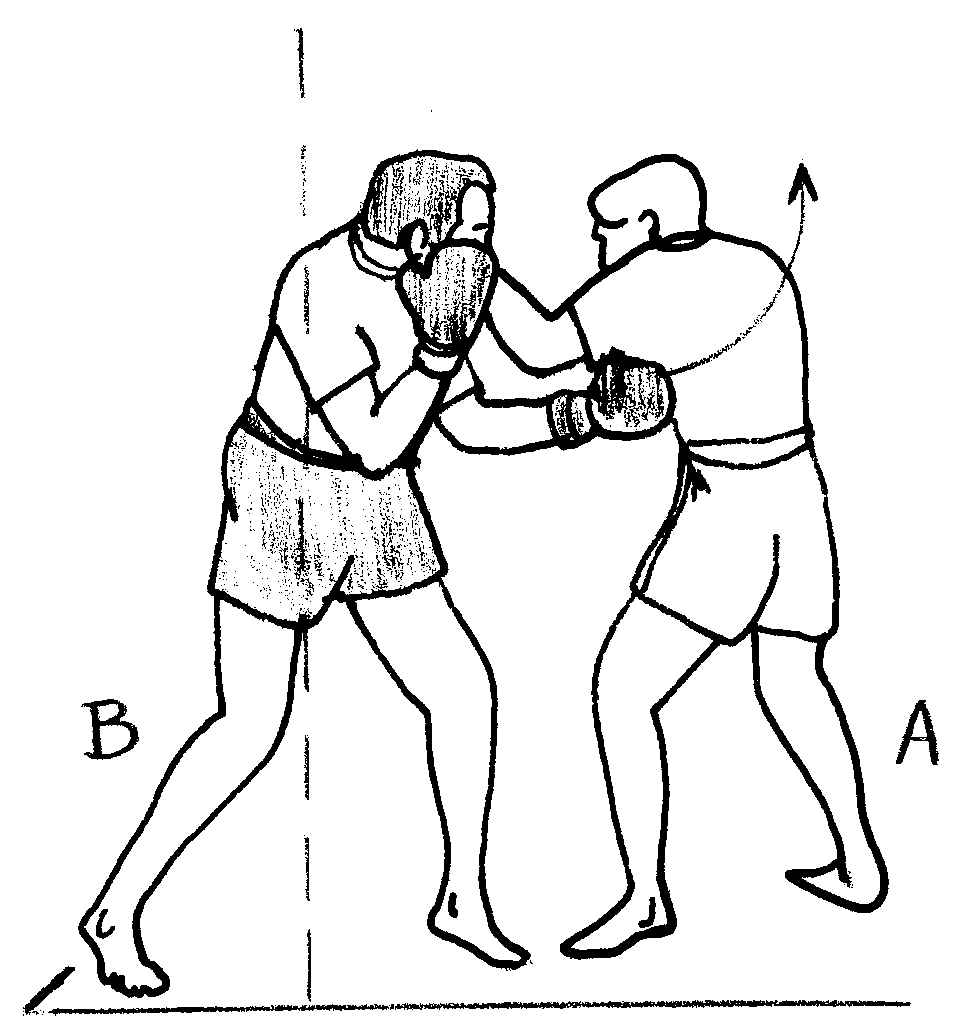
Aptitude à réagir rapidement par une esquive latérale et à porter une riposte au corps, en boxe
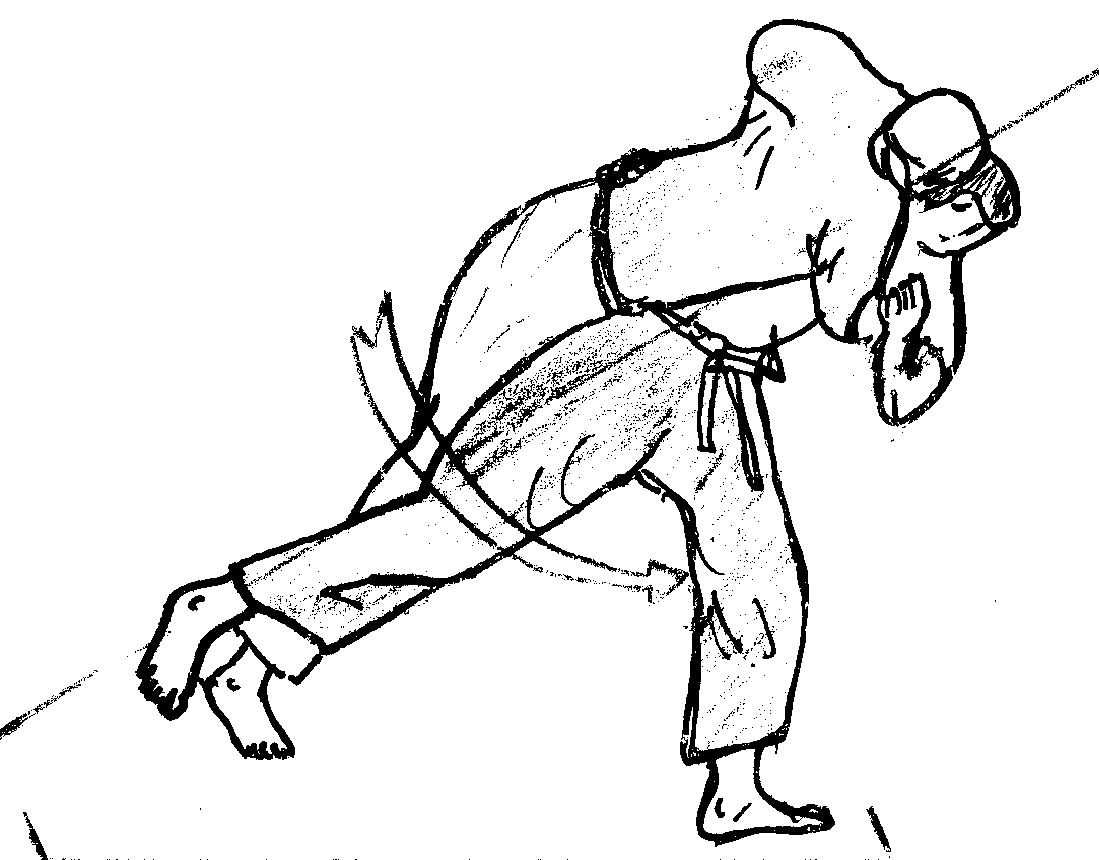
Aptitude à réagir rapidement lors d’une poussée adverse et à réaliser un contre par une technique de projection, en lutte sportive

## Sources
- Famose, J.P., Durand, M., Aptitudes et performance motrice, Revue EPS, 1988
- Fleischman, E.A, Human abililies and the acquisition of skill, IN E.A. Bilodeau (ed), Acquisition of skill, Academic Press, New York, 1967